# Camille Spink
Camille Spink (27 de septiembre de 2004) es una deportista estadounidense que compite en natación, especialista en el estilo libre. En los Juegos Panamericanos de 2023 obtuvo dos medallas, oro en 4 × 200 m libre y bronce en 200 m libre.

## Palmarés internacional
| Juegos Panamericanos | Juegos Panamericanos | Juegos Panamericanos | Juegos Panamericanos |
| Año                  | Lugar                | Medalla              | Prueba               |
| -------------------- | -------------------- | -------------------- | -------------------- |
| 2023                 | Santiago (Chile)     | Medalla de oro       | 4 × 200 m libre      |
| 2023                 | Santiago (Chile)     | Medalla de bronce    | 200 m libre          |